# Divisione “Vittorio Veneto”

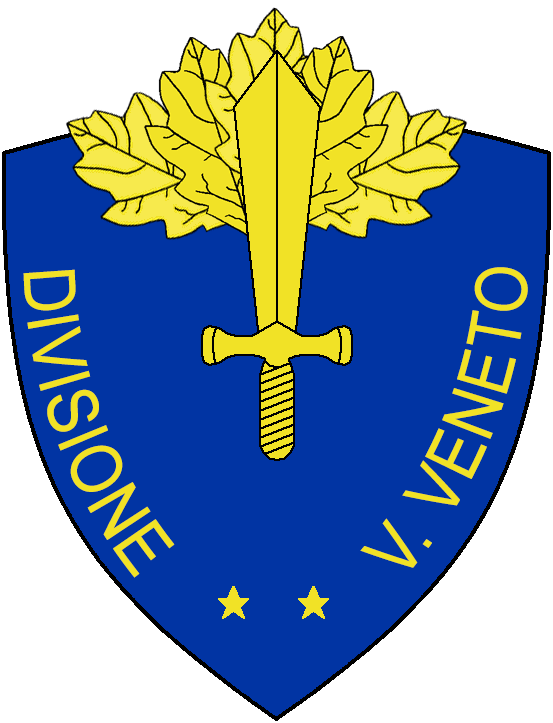
Wappen der Division Vittorio Veneto

Divisione “Vittorio Veneto” war die Bezeichnung eines Divisionsstabes des italienischen Heeres. Der Stab der Division befand sich in Florenz und unterstand dem Kommando Landstreitkräfte (COMFOTER/COE) in Rom unmittelbar. Sie bildet den Kern der Multinational Division South.

## Gliederung und Aufgaben
Dem Divisionsstab untersteht seit 2022 nur noch ein Stabs- und Unterstützungsverband (78º RCST “Lupi di Toscana”), vier nachgeordnete Brigaden verschiedener Art, die weiterhin in Nord- und Mittelitalien stationiert sind, wurden abgegeben, überwiegend an das regionale Kommando COMFOP Nord in Padua.
Der Divisionsstab ist für Auslandseinsätze vorgesehen und wird für Übungen und größere Operationen unter NATO-Kommando bereitgehalten. Für Übungen und Einsätze werden dem Divisionsstab Brigaden und sonstige Verbände je nach Bedarf zugeteilt.

## Name und Geschichte

### Name
Die Division ist nach der Schlacht von Vittorio Veneto benannt, die im Ersten Weltkrieg Ende Oktober 1918 vorwiegend am Fluss Piave ausgetragen wurde (deswegen auch dritte Piaveschlacht genannt) und als entscheidendes italienisches Operationsziel die Stadt Vittorio Veneto (damals Vittorio) hatte.
Vittorio Veneto war im Kalten Krieg Sitz des Stabes des V. Korps, das als seinerzeit größtes italienisches Korps fast alle Großverbände im Nordosten des Landes führte, danach befand sich in der Stadt von 1997 bis 2013 das Hauptquartier der Nachfolgeorganisation, die heute als Regionalkommando COMFOP Nord ihren Sitz in Padua hat. Die Division Vittorio Veneto gehörte zum operativen Bereich von COMFOP Nord, und der am 1. Juli 2019 eingeführte Divisionsname verweist im weiteren Sinn auch auf das ehemalige Hauptquartier. Von 2023 bis 2025 unterstand der Divisionsstab Vittorio Veneto dem Kommando Landstreitkräfte (COMFOTER/COE) in Rom unmittelbar.

### Divisionsebene
Im italienischen Heer gab es die Divisionsebene von 1986 bis 1992 nicht mehr. Ende 1992 wurde innerhalb des III. Korps in Mailand (heute NATO Rapid Deployable Corps – Italy) der Stab der sogenannten 3. Division gebildet, weil die Beiträge der einzelnen NATO-Staaten zum Allied Command Europe Rapid Reaction Corps (ARRC) auf der Divisionsebene beruhten. Im Jahr 2002 wurde dieser Divisionsstab aufgelöst und stattdessen bei regionalen Kommandobehörden die drei Divisionsstäbe Tridentina in Bozen, Mantova in Vittorio Veneto und Acqui in San Giorgio a Cremano bei Neapel gebildet, die für Planungsaufgaben und die Durchführung von Auslandseinsätzen vorgesehen waren. Im weiteren Verlauf hielt man nur noch den Divisionsstab Acqui für Auslandseinsätze vor, die beiden anderen hatten ihn bei Bedarf personell und materiell zu ergänzen. Im Jahr 2018 übernahmen zwei der drei Divisionsstäbe auch die truppendienstliche Führung von Brigaden und 2021 wurde auch ein zweiter Divisionsstab für NATO-Einsätze im Ausland vorgesehen.
Das Divisionskommando Mantova in Vittorio Veneto stand in der Nachfolge einer gleichnamigen Infanteriebrigade des Ersten Weltkriegs und dann der 1942 aufgestellten 104. Infanteriedivision Mantova, die nach dem Waffenstillstand von Cassibile als zuletzt divisionsstarke „Kampfgruppe Mantova“ für den Italienfeldzug der Alliierten bereitgestellt worden war. Von 1945 bis 1986 bestand sie wiederum als Infanteriedivision und dann bis 1997 als mechanisierte Brigade Mantova des genannten V. Korps in Nordostitalien, schließlich von 2002 bis 2013 als Divisionsstab.
Als Ersatz für den Divisionsstab Mantova wurde in Florenz 2013 der Divisionsstab Friuli gebildet, der ebenfalls in der Nachfolge einer Division (Korsika) und dann Kampfgruppe (Gotenstellung) des Befreiungskrieges von 1943 bis 1945 stand. Dieser Divisionsstab Friuli teilte sich ab 2013 vorübergehend auf unübliche Weise Namen und Traditionen mit der Luftbeweglichen Brigade Friuli in Bologna, weil man eine baldige Umbenennung der Brigade geplant hatte. Da diese Umbenennung aus politischen Gründen nicht erfolgen konnte, änderte man am 1. Juli 2019, auch vor dem Hintergrund von Gedenkveranstaltungen an den Ersten Weltkrieg, den Namen der Division von Friuli in Vittorio Veneto.

### DivisionVittorio Veneto
Von 2019 bis 2022 unterstanden der Division Vittorio Veneto folgende Brigaden:
-  132. Panzerbrigade Ariete (Pordenone) mit Stabs-, 1 Kavallerie-, 2 Panzer-, 1 Bersaglieri-, 1 Artillerie-, 1 Pionier-, 1 Logistikbataillon
-  Kavalleriebrigade Pozzuolo del Friuli (Görz) mit Stabs-, 1 Kavallerie-, 1 Lagunari-, 1 Artillerie-, 1 Pionier-, 1 Logistikbataillon
-  Luftbewegliche Brigade Friuli (Bologna) mit Stabs-, 1 luftbeweglichen Infanteriebataillon, 2 Heeresfliegerregimenter
-  Fallschirmjägerbrigade Folgore (Livorno) mit Stabs-, 3 Fallschirmjäger-, 1 Kavallerie-, 1 Artillerie-, 1 Pionier-, 1 Logistikbataillon, Luftlandeschule

Weil der Divisionsstab für Planungsaufgaben und Auslandseinsätze gedacht ist und ohnehin nicht in der oben genannten Aufstellung in den Einsatz gegangen wäre, sondern Verbände je nach Bedarf zugeteilt werden, gab man die permanenten truppendienstlichen Führungsaufgaben 2022 wieder ab.
Im Juli 2025 ging die “Vittorio Veneto” Division in der Multinational Division South (MND-S) auf

### BrigadeVittorio Veneto

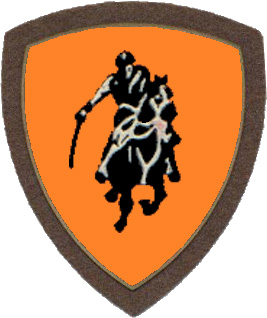
Wappen der ehemaligen Brigade Vittorio Veneto

Da es im italienischen Heer seit 1939 üblich ist, Brigaden nach entsprechendem Ausbau unter Beibehaltung von Namen, Geschichte und Traditionen zu Divisionen heraufzustufen oder letztere nach entsprechender Verkleinerung (oder im Zuge von Reaktivierungen) nach demselben Schema herunterzustufen, kann die Panzerbrigade Vittorio Veneto als Vorläufer der heutigen Division gelten. Diese vorwiegend aus gepanzerten und mechanisierten Kavallerieverbänden bestehende Brigade bestand von 1975 bis 1991, hatte als Sitz des Stabes Villa Opicina bei Triest und gehörte zum V. Korps. Zu den ursprünglichen Kavallerieverbänden der Brigade gehörten die Abteilungen (Bataillone) Piemonte Cavalleria (2º) (M113) in Villa Opicina, Lancieri di Aosta (6º) in Cervignano del Friuli und Lancieri di Firenze (9º) in Brogo Grotta Gigante (beide auf Leopard 1), dazu kam die 8. Panzerartillerie-Abteilung Pasubio (M109) in Banne bei Triest sowie ein Logistikbataillon in Cervignano und verschiedene andere Unterstützungseinheiten. 1986 erhielt sie die mechanisierte Kavallerieabteilung Cavalleggeri di Saluzzo (12º), das motorisierte 1. Infanteriebataillon San Giusto (Triest) und das 33. Festungs-Infanteriebataillon Ardenza (Fogliano Redipuglia), womit de facto aus der Panzerbrigade Vittorio Veneto ein vorwiegend mechanisierter Großverband wurde. 1991 wurde der Brigadestab trotz der Konflikte im benachbarten Jugoslawien aufgelöst, von den nachgeordneten Verbänden bestanden im Jahr 2019 als Regimenter (in Bataillonsstärke) noch Piemonte Cavalleria (unverändert in Villa Opicina), Lancieri di Aosta in Palermo (beide auf Centauro) und das 8. Panzerartillerie-Regiment Pasubio in Serre (Panzerhaubitze 2000).